# 5972 Harryatkinson
Az 5972 Harryatkinson (ideiglenes jelöléssel 1991 PS12) a Naprendszer kisbolygóövében található aszteroida. Henry Holt fedezte fel 1991. augusztus 5-én.